# Complex TIM/TOM

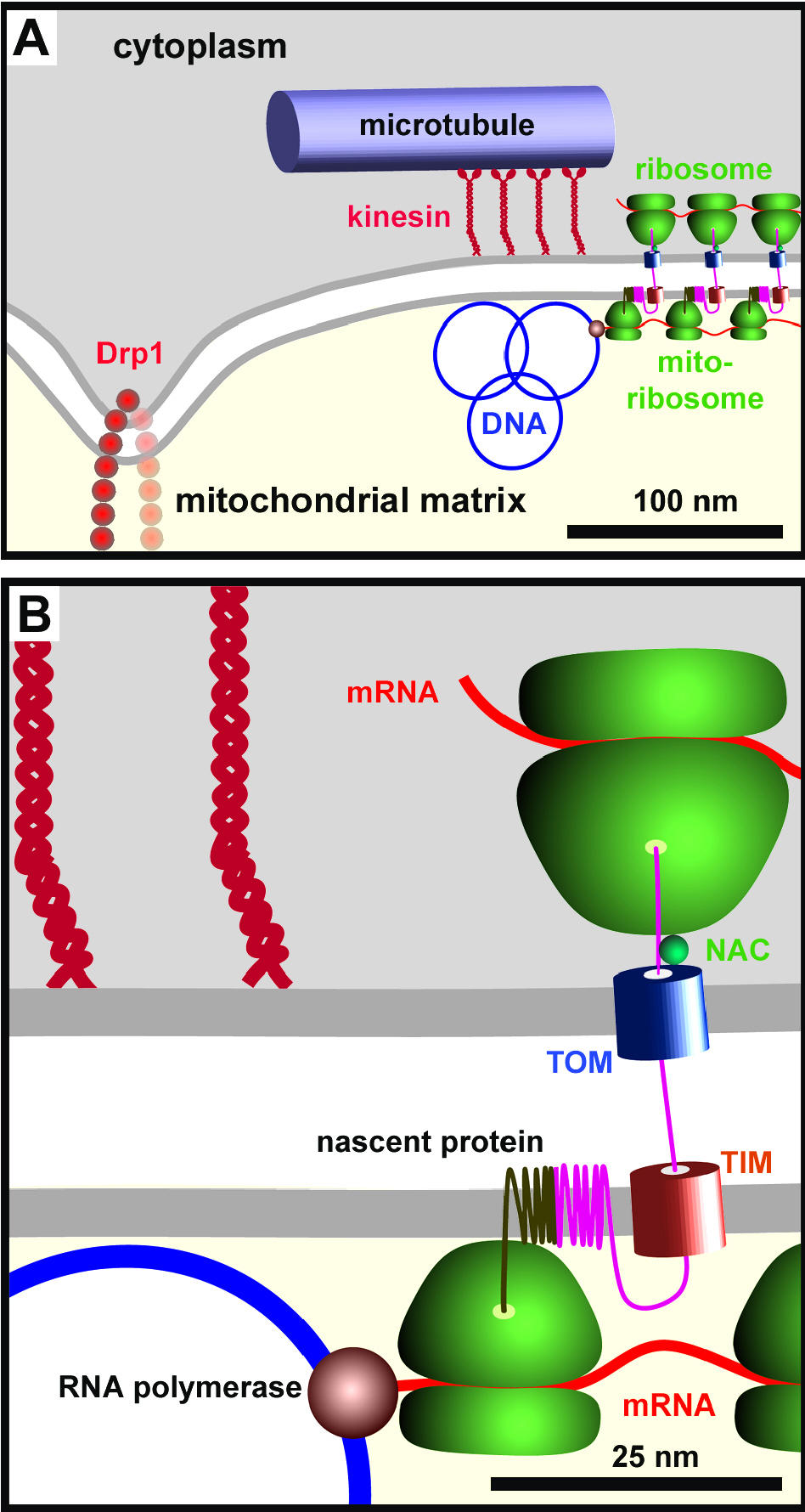
Representació simplificada de les proteïnes de l'Organització mitocondrial de l'ADN (imatge superior). Un primer ribosoma en coordinació amb el complex TOM de la membrana mitocondrial exterior i el complex TIM de la membrana mitocondrial interior (imatge inferior). La proteïna transmembrana naixent s'està alimentant a la membrana mitocondrial on s'escindeix el seu pèptid diana (no mostrat).

Els complexos TIM / TOM són complexos proteics situats en membranes mitocondrials que formen un sistema de transport que té com a missió transportar proteïnes des del Citosol cap a l'interior del mitocondri. TIM (anteriorment MCC) significa la translocació de la membrana interna dels mitocondris (tranlocase of the Inner Membrane), i TOM (anteriorment PSC) vol dir la translocació de la membrana externa (translocase of the Outer Membrane). Molt poques de les proteïnes que actuen en els mitocondris estan codificades en el genoma mitocondrial ; la majoria es codifiquen en el nucli cel·lular i es sintetitzen als ribosomes del citoplasma, per la qual cosa s'han de transportar des del citosol fins a les membranes de la matriu o mitocondrials. Per a això utilitzen certs complexos de transport com el TIM (es coneix el TIM23 i el TIM22) i el TOM.
La proteïna a transportar ha de tenir una seqüència de senyal de reconeixement en el seu extrem N-terminal que indiqui que el seu destí és el mitocondri; aquesta seqüència de senyal té una estructura de l'hèlix alfa amfipàtica, amb càrregues positives per un costat de l'hèlix i càrregues negatives per l'altra, que es reconeixen pels receptors de la membrana mitocondrial que inicien la translocació i formen part del TIM i del TOM. Conserven aquesta seqüència de senyal fins a arribar a la matriu, on posteriorment serà eliminada per una peptidasa de la matriu. La proteïna arriba als mitocondris sense plegar, ja que s'uneix a altres proteïnes citosòliques que impedeixen el seu plegament, com la xaperona hsp70.

## Procés de transport
La proteïna a transportar arriba primer al complex TOM, que les transporta a través d'un canal de translació del complex que comença amb la seva seqüència de senyal cap a l'espai intermembrana i insereix les proteïnes que es transmeten a la membrana mitocondrial exterior. TIM23 transporta llavors algunes de les proteïnes a la matriu i insereix les proteïnes transmembranes a la membrana mitocondrial interna (o passa algunes a l'espai intermembrana), mentre que TIM22 insereix certes proteïnes a la membrana interna com ATP, ADP i transportadors de fosfats. Els TIM també tenen un receptor de reconeixement de seqüència de senyal. Algunes proteïnes que han passat a la matriu a través dels complexos TIM i TOM o que van ser codificades al mateix mitocondri són inserides a la membrana interna per un altre complex de membrana anomenat OXA.
La translocació de proteïnes es fa creuant les dues membranes alhora a les zones en què les dues membranes entren en contacte, detectades per microscopis. En aquests llocs de contacte, la proteïna passa directament del TOM al TIM i arriba a la matriu o s'insereix a la membrana mitocondrial interna. TIM23 té porcions que es desplacen de la membrana interior a la externa a través de l'espai intermembrana, de manera que hi ha una connexió física entre les membranes. En els experiments es veu que els complexos TOM i TIM poden funcionar de forma independent, però en mitocondris intactes funcionen junts.
Aquest sistema de transport requereix una despesa d'energia que es consumeix en tres processos: 
- L'ATP es gasta en el citosol per separar la proteïna desplegada de la xaperona citosòlica hsp70, abans d'enllaçar-se al TOM.
- La translocació en el TIM requereix que es creï un gradient electroquímic de H + a través de la membrana mitocondrial interna causada pel funcionament de la cadena de transport d'electrons.
- Al mitocondri hi ha una xaperona mitocondrial hsp70 que s'uneix a la proteïna translocada tan aviat com s'acosta a la matriu per mantenir-la desplegada, i després per alliberar-la necessita una despesa d'ATP. De fet, diversos hsp70 s'uneixen a les seccions de la proteïna que s'estan analitzant successivament, cosa que fa impossible tornar pel porus i descarregar-se en direcció a la matriu. Un altre xaperona similar que actua en aquest procés en els mitocondris és el mitocondrial hsp60. Hi ha dos models que expliquen els detalls de l'actuació de les xaperones del procés.[2]

## Destinació de les proteïnes transportades
Algunes de les proteïnes que es transporten a l'interior dels mitocondris estan destinades a ser inserides a la membrana mitocondrial interna i d'altres van a la matriu o acaben a l'espai intermembrana. Algunes proteïnes de membrana passen primer a la matriu i d'altres s'insereixen directament. Hi ha diverses possibilitats que depenen de la presència de certes seqüències de senyal en proteïnes:
1. Ús d'OXA. La proteïna traduïda per TIM23 té després de la seqüència del senyal una altra seqüència hidrofòbica que la destina a la membrana interna, però passa primer a la matriu. Quan la peptidasa mitocondrial talla la seqüència del senyal, aquesta segona seqüència de senyal s'exposa al final, que s'uneix al traductor OXA de la membrana interior, que l'insereix a la membrana. Hi ha traductors similars a OXA en membranes bacterianes i tilacoides de cloroplasts. Les proteïnes destinades a romandre a la matriu no tenen aquesta segona seqüència hidrofòbica.
2. Ús del TIM23. La proteïna traduïda té les dues seqüències esmentades, però no passa a la matriu, perquè la seqüència hidrofòbica s'uneix a TIM23 i això impedeix que s'enviï a la matriu. La seqüència del senyal és llavors tallada i la proteïna s'envia al TOM i s'allibera a l'espai intermembrana. Generalment s'adhereixen a la superfície exterior de la membrana interna (a l'espai intermembrana) com a proteïnes perifèriques, formant generalment subunitats de complexos proteics transmembrana. D'altres s'integren a la membrana interior.
3. Ús del TIM22. Les proteïnes transportadores de molècules petites de la membrana interior també s'han d'inserir a la membrana. No tenen una seqüència de senyal terminal, sinó una seqüència de senyal interna. Creuen el TOM i després el TIM22 els integra directament a la membrana, per a la qual cosa cal un gradient H +.[2]